# オープン・ユア・アイズ (映画)
『オープン・ユア・アイズ』（スペイン語原題：Abre los ojos, 英語題：Open Your Eyes）は、1997年製作のスペイン映画。サスペンス。スティーヴン・ジェイ・シュナイダーの『死ぬまでに観たい映画1001本』に掲載されている。
後にハリウッドでリメイクされた（アメリカ版の題名は『バニラ・スカイ』）。

## あらすじ
ハンサムな独身貴族として人生を謳歌していたセサル。一度会った女には二度と会わないというポリシーの彼が、誕生日パーティーで会ったソフィアという女性に一目ぼれする。その晩、セサルに付きまとっていた女ヌリアは嫉妬から、セサルを乗せた車ごと崖から飛び降り心中を図る。なんとか助かったセサルだが、顔にひどい傷を負い、ソフィアにも見放されて自暴自棄の生活を送っていた。しかしある夜、酔いつぶれて目が覚めてみると自分の顔は手術で治り、ソフィアとの仲も元通りになっていた。彼の生活は元通りになるかに思われたが、悪夢を見るようになり、夢と現実の区別がつかなくなってゆく。

## キャスト
| 役名         | 俳優                         | 日本語吹替 |
| ------------ | ---------------------------- | ---------- |
| ソフィア     | ペネロペ・クルス             | 津村まこと |
| セサール     | エドゥアルド・ノリエガ       | 成田剣     |
| ペラーヨ     | フェレ・マルティネス         | 鳥海勝美   |
| ヌリア       | ナイワ・ニムリ               | 佐々木るん |
| アントニオ   | チェテ・レーラ               | 稲葉実     |
| デュベルノワ | ジェラール・バレー           | 池田勝     |
| 司会者       | ペペ・ナバロ                 | 伊藤栄次   |
| 院長         | ペドロ・ミゲル・マルティネス | 福田信昭   |